# Canton de Mauléon-Barousse
Le canton de Mauléon-Barousse était un ancien canton français du département des Hautes-Pyrénées.
Il a été entièrement absorbé dans le Canton de la Vallée de la Barousse, après les élections départementales de mars 2015.

## Géographie
La Barousse s'étend de la Garonne aux abords du Mont Né, de 440 à 2 122 m d'altitude. Sa largeur est d'environ 20 km et sa superficie d'un peu plus de 17 000 hectares.
Ce canton forme une sorte d'enclave dans le département de la Haute-Garonne. On ne peut en effet y accéder que par les routes de la Haute-Garonne. Seuls des sentiers pédestres le relient au reste des Hautes-Pyrénées.
Six de ses communes (Saléchan, Siradan, Sainte-Marie, Bertren, Izaourt, Loures-Barousse) sont d'ailleurs attenantes à la Garonne.

### Cantons limitrophes
| Saint-Laurent-de-Neste |                            | Barbazan (Haute-Garonne)   |
| Arreau                 | Canton de Mauléon-Barousse | Saint-Béat (Haute-Garonne) |
| Bordères-Louron        | Bagnères-de-Luchon (31)    |                            |

## Composition
Le canton regroupe les 25 communes suivantes :
| Nom                          | Code Insee | Codepostal | Superficie (km2) | Population (dernière pop. légale) | Densité (hab./km2) |
| ---------------------------- | ---------- | ---------- | ---------------- | --------------------------------- | ------------------ |
| Mauléon-Barousse (chef-lieu) | 65305      | 65370      | 5,49             | 121 (2012)                        | 22                 |
| Anla                         | 65012      | 65370      | 2,85             | 89 (2012)                         | 31                 |
| Antichan                     | 65014      | 65370      | 1,19             | 37 (2012)                         | 31                 |
| Aveux                        | 65053      | 65370      | 3,08             | 51 (2012)                         | 17                 |
| Bertren                      | 65087      | 65370      | 2,66             | 225 (2012)                        | 85                 |
| Bramevaque                   | 65109      | 65370      | 3,77             | 37 (2012)                         | 9,8                |
| Cazarilh                     | 65139      | 65370      | 3,06             | 46 (2012)                         | 15                 |
| Créchets                     | 65154      | 65370      | 0,97             | 43 (2012)                         | 44                 |
| Esbareich                    | 65158      | 65370      | 8,68             | 75 (2012)                         | 8,6                |
| Ferrère                      | 65175      | 65370      | 57,56            | 57 (2012)                         | 0,99               |
| Gaudent                      | 65186      | 65370      | 1,57             | 46 (2012)                         | 29                 |
| Gembrie                      | 65193      | 65370      | 1,00             | 72 (2012)                         | 72                 |
| Ilheu                        | 65229      | 65370      | 2,01             | 35 (2012)                         | 17                 |
| Izaourt                      | 65230      | 65370      | 2,41             | 233 (2012)                        | 97                 |
| Loures-Barousse              | 65287      | 65370      | 2,16             | 652 (2012)                        | 302                |
| Ourde                        | 65347      | 65370      | 5,60             | 32 (2012)                         | 5,7                |
| Sacoué                       | 65382      | 65370      | 13,14            | 97 (2012)                         | 7,4                |
| Sainte-Marie                 | 65391      | 65370      | 0,28             | 36 (2012)                         | 129                |
| Saléchan                     | 65398      | 65370      | 4,10             | 191 (2012)                        | 47                 |
| Samuran                      | 65402      | 65370      | 2,55             | 24 (2012)                         | 9,4                |
| Sarp                         | 65407      | 65370      | 1,82             | 109 (2012)                        | 60                 |
| Siradan                      | 65427      | 65370      | 2,74             | 293 (2012)                        | 107                |
| Sost                         | 65431      | 65370      | 32,05            | 96 (2012)                         | 3                  |
| Thèbe                        | 65441      | 65370      | 7,60             | 81 (2012)                         | 11                 |
| Troubat                      | 65453      | 65370      | 2,79             | 58 (2012)                         | 21                 |

## Démographie
L'évolution du nombre d'habitants est connue à travers les recensements de la population effectués périodiquement dans les communes du canton depuis 1962,.
La population a atteint un maximum en 1851 avec 9231 habitants, puis a baissé périodiquement pour atteindre 2644 habitants en 1990 (le canton perdant 71 % de ses habitants). Elle a ensuite connu une légère hausse jusqu'à aujourd'hui (+8 %).
| 1962  | 1968  | 1975  | 1982  | 1990  | 1999  | 2006  | 2011  | 2012  |
| ----- | ----- | ----- | ----- | ----- | ----- | ----- | ----- | ----- |
| 3 259 | 3 222 | 2 902 | 2 681 | 2 644 | 2 708 | 2 843 | 2 849 | 2 836 |

## Représentation

### Conseillers d'arrondissement (de 1833 à 1940)
| Période                                  | Période | Identité                      | Étiquette | Qualité |
| ---------------------------------------- | ------- | ----------------------------- | --------- | --- |
| 1833                                     | 1848    | Jean Joseph Saint-Paul        |           | Maire de Loures                                                                                             |
|                                          |         |                               |           | |
|                                          | av.1890 | Guillaume Dousset (1828-1904) |           | Géomètre à Saléchan                                                                                         |
|                                          |         |                               |           | |
|                                          | 1940    | M. Soulé de Lafont            | Radical   | Propriétaire à Thèbe                                                                                        |
| 1940                                     |         |                               |           | Les conseils d'arrondissement ont été suspendus par la loi du 12 octobre 1940 et n'ont jamais été réactivés |
| Les données manquantes sont à compléter. |         |                               |           | |

### Conseillers généraux de 1833 à 2015
| Période     | Période           | Identité                        | Étiquette                   | Qualité |
| ----------- | ----------------- | ------------------------------- | --------------------------- | --- |
| 1833        | 1864 (décès)      | Jean-Pierre Vaqué (1782-1864)   | Monarchiste constitutionnel | Grand propriétaire et négociant, maire d'Anla |
| 1864        | 1870              | Tiburce Féraud                  | Conservateur orléaniste     | Propriétaire à Arreau Membre du Conseil d'État |
| 1870        | 1871              | Paul Vaqué (neveu de J.P.Vaqué) | Monarchiste libéral         | Avocat à Bagnères-de-Bigorre |
| 1871        | 1880              | Edouard Saint-Paul              | Droite bonapartiste         | Propriétaire à Loures-Barousse |
| 1880        | 1898              | Eugène Bon                      | Républicain                 | Notaire, maire de Loures-Barousse (1878-1888, 1892-1900) |
| 1898        | 1928              | Louis Noguès                    | Rad.                        | Instituteur public puis avoué Maire de Mauléon-Barousse (1900-1919) Maire de Bagnères-de-Bigorre (1919-1935) |
| 1928        | 1940              | Gaston Manent                   | Rad.                        | Professeur Député (1935-1942) Sous Secrétaire d'État (1938) |
|             |                   |                                 |                             | |
| 1943        | 1945              | François Verdalle               | ?                           | Maire d'Aveux Nommé conseiller départemental en 1943 |
|             |                   |                                 |                             | |
| 1945        | 1949              | Gérard Lamolle                  | SFIO                        | Propriétaire-éleveur Maire de Cazarilh (1935-1944) |
| 1949        | 1955              | Gaston Manent                   | Rad.                        | Professeur Député (1935-1942) Sénateur (1948-1958) Ancien Sous Secrétaire d'État (1938) |
| 1955        | 1961              | Jean Sost                       | Rad.                        | Inspecteur du Travail Maire de Sacoué (1959-1965) |
| 1961        | 1971 (décès)      | Alfred Lafforgue                | Rad.                        | Exploitant forestier Maire de Loures-Barousse (1945-1971) |
| 16 mai 1971 | 1973              | Pierre Baron                    | PS                          | Professeur, maire de Mauléon-Barousse (1971-1991) |
| 1973        | 1973 (annulation) | Louis Arcangéli                 | UDR                         | Maire de Mauléon-Barousse (1953-1971) |
| 1973        | 1979              | Pierre Baron                    | PS                          | Professeur Maire de Mauléon-Barousse |
| 1979        | 2015              | François Fortassin              | MRG puis PRG                | Professeur d'histoire-géographie Président du Conseil Général (1992-2008) Sénateur (2001-2017) Ancien Maire de Sarp (1977-2001) Ancien Conseiller Régional Conseiller municipal de Sarp Vice-Président du Conseil Général |